# Адмирал Невелской (голям десантен кораб, 1982)
Адмирал Невелской (на руски: Адмирал Невельской) е голям десантен кораб от проекта 775. На въоръжение в Тихоокеанския флот на Русия. Построен е в Полша от корабостроителницата „Сточня Полноцна Бохатерув Вестерпляте“ в Гданск под заводския номер 775/16. Става четвъртия съд от втората серия БДК на проекта 775. Корабите от този проект са основата на руския десантен флот.

## История на проекта
Проекта за десантния кораб е разработен в съответствие с ТТЗ утвърдено от Главнокомандващия на ВМФ Адмирала на Флота на Съветския съюз Сергей Георгиевич Горшков през 1968 г. Полският инженер О. Висоцкий е назначен за главен конструктор на проекта, а за главен наблюдаващ от страна на ВМФ на СССР капитан 1 ранг Б. М. Моложожников, на тази длъжност по-късно сменен от гражданския специалист М. И. Рибников. Старши представител на клиента в ПНР става Л. В. Луговин. Новият кораб идва за смяна на средните десантни кораби от проектите 770, 771 и 773. Строителството на корабите от проекта се води в Полския корабостроителен завод „Stocznia Polnocna“ в град Гданск и се състои от три серии. Първата серия от проекта 775 включва 12 кораба. С началото на строителството на корабите от втората серия те са прекласифицирани на големи десантни кораби от 2 ранг. Втората серия включва 13 кораба, различаващи се от първата серия по състава на радиотехническото въоръжение. Третата серия, от три кораба, се строи по съществено доработен проект с обозначението 775М. На тези кораби са поставени други РЛС ОВНЦ и е изменен състава на артилерийското въоръжение.

## Конструкция
БДК се явява многопалубен, плоскодънен десантен кораб на близката морска зона с полубак и развита кърмова надстройка. Предназначен е за превозване по море войски, военна техника и стоварване на морски десант на необорудвано крайбрежие. Разтоварването на техниката и товарите може да става както от страна на кърмата, така и от страна на носовата част. При строителството единствено на БДК-98 е поставен кран на шкафута по десния борд, който е демонтиран по времето на един от ремонтите.
Размерите на танковия трюм: дължина 95 метра, ширина 4,5 метра, височина 4,5 метра. Може да транспортира 10 средни/основни танка (до 41 т) и 340 десантника или 12 единици бронетехника и 340 десантника или 3 средни/основни танка (до 41 т), 3 САУ 2С9 „Нона-С“, 5 МТ-ЛБ, 4 камиона и 313 десантника или 500 тона товари. Също така БДК е способен да транспортира различни видове техника и товари с невоенно предназначение.
БДК може да се използва за евакуацията на населението от зони на военен конфликт.
|                          |                                            |        |                                            |
| Основен боен танк Т-72Б3 | Самоходно артилерийско оръдие 2С9 „Нона-С“ | БТР-70 | Морска пехота на ВМФ на РФ на борда на БДК |

### Въоръжение
- Две сдвоени 57-мм артилерийски установки АК-725 и 2200 изстрела към тях със система за дистанционно насочване и управление на огъня МР-103 „Барс“.
- Пускова установка МС-73 за 122-мм НУРС А-215 „Град-М“ с 320 изстрела, с лазерно далекомерно устройство ДВУ-2 и система за управление на огъня ПС-73 „Гроза“.
- 4 пускови установки за ПЗРК „Стрела-3“ c ракетите 9М32.
- Една ракетна пускова установка шнурови заряди предназначена за образуване на безопасни проходи в минни полета на дълбочини от 5 метра или за създаването на проход на крайбрежието за слизане на десанта ширина до 10 метра.
- Кораба може да се използва за поставяне на минни заграждения от спуснатата апарел ръчно на до 92 броя, които се разполагат в танковия трюм вместо техниката.

|                               |                |                                    |          |                        |
| Артилерийска установка АК-725 | А-215 „Град-М“ | Макети на 122-мм реактивни снаряда | Стрела-3 | Корабна контактна мина |

### Радиотехническо въоръжение
- РЛС за общ контрол МР-302 „Рубка“ с далечина на действие до 100 км.
- НРЛС „Дон“ за откриване на надводни цели до 25 км и на въздушни цели на разстояние до 50 км.
- Две пускови установки КЛ-101 на съветския корабен комплекс за радиоелектронно противодействие, поставяне на пасивни смущения и лъжливи топлинни цели ПК-16 с турбореактивните противорадиолокационни снаряди за смущения ТСП-60.

|                                          |               |                                                           |                                        |
| Антенното и радиолокационното въоръжение | Антенна мачта | Пусковата установка КЛ-101 за поставяне на смущения ПК-16 | Работното място на оператора в рубката |

### Силова установка
- Два 16-цилиндрови дизела от типа 16ZVB40/48,3 „Згода-Зулцер“ с мощност 9600 к.с. всеки със система за управление от типа USSG-11.1, всережимни регулатори на честотите на въртене РGА-58, редукционна станция оза осигуряване на сгъстен въздух от 0,6 МПа и 0,15 МПа.[3].
- Две подвижни кърмови спомагателни винто-рулеви колонки.
- В качеството на източници за електроенергия се използват три дизел-генератора „Cegielski-Sulzer“ 6А25 мощност по 640 кВт всеки.

## Служба

### 1980-те
На 1 юли 1983 г. БДК-98 отплава от Балтийск за преход от бойната служба към Тихия океан (о. Руский). По време на прехода доставя военни товари (130-мм гаубици и боеприпаси за тях, бензин във варели и т.н.) от Аден (Йемен) за остров Сокотра. Също доставя два вертолета в Етиопия, порт Масава (Масауа), посещава остров Нокра (архипелага Дахлак), порта на град Накала (Мозамбик), порт Виктория (Сейшелски острови). През ноември посещава базата в Камран, пристига във Владивосток на 1-ви горивен причал на 31 януари 1984 г.
Боен поход от 4 октомври 1989 г. до 9 ноември 1989 г. в зоната на Индийския океан. Маршрута на прехода е: Владивосток – Камран (Виетнам) – Аден (Йемен) – Нокра (Етиопия) за смяна в бойното дежурство на БДК-90. Доставя батальон морска пехота на 55-а дивизия от морската пехота на Тихоокеанския флот под командването на майор Сушински. Командир на десантно-щурмовата рота е старши лейтенант Андрей Семикин. Поради това, че БДК-14 по време на щорм губи крило на апарела, и тя е заменена с такава от БДК-197 екипажа приема дежурството от БДК-98 едва на 15 юни 1990 г. На 24 юли 1990 г. БДК-98 се насочва за Владивосток. Според резултатите от бойната служба командването на 8-а оперативна ескадра кораби на ВМФ отбелязва работата на БДК-98 с оценката „отлично“. На времето на похода пощенският адрес на кораба е 103400, гр. Москва – 400, п.к. 548„К“.

### 1990-те
От януари до юли 1990 г. БДК-98 носи бойно дежурство и изпълнява охрана на базата на остров Нокра. На борда се намира десантен батальон под командването на майор Сушински и десантно-щурмова рота под командването на старшия лейтенант Семикин. След сдаване на вахтата, през юли, на БДК-14, БДК-98 се насочва към базата на Тихоокеанския флот на остров Руский, но по време на прехода получава нова заповед – да се насочи за Персийския залив, където седмица носи дежурство, след което възобновява прехода към остров Руский.
 През 1990-те години БДК-98 активно се използва като кораб на снабдяването за флотските части на Камчатка, Сахалин, Курилите. Взема участие в свързаните с ротните и батальонните тактически учения на морските пехотинци на територията на ДВО.

### 2000-те
На 22 юни 2004 г. БДК-98 и БДК-11 се намират на учения.
От 1 до 5 юли 2007 г. БДК-98 е кораб-домакин в хода на визитата във Владивосток на отряд бойни кораби на ВМС на САЩ (разрушителя USS Curtis Wilbur (DDG-54) и плаващата база за подводни лодки Frank Cable). В рамките на визитата, на 2 юли, преминават съвместни тържества по случай Деня на град Владивосток и Деня на независимостта на САЩ 4 юли. На 5 юли 2007 г. корабите се насочват за съвместен международен морски „Поход на паметта“ към мястото на гибелта на подводниците Л-19 и Wahoo, в пролива Лаперуз.

### 2010-и
Пролетта на 2010 г. БДК-98 успешно транспортира на един от островите в Японско море брегови ракетни комплекси.
През юли 2010 г. на морския десантен полигон „Клерк“ на полуостров Клерк преминават тактически учения под ръководството на началника на бреговите войски на Тихоокеанския флот генерал-майор Сергей Пушкин по извършване на морски десант. В тях приемат участие морски пехотинци от Тихоокеанския и Балтийския флотове. Според легендата на ученията е изпълнено хвърляне в „тила на врага“ на над 500 морски пехотинеца със самолети от авиацията на ТОФ. Големите десантни кораби, БДК-98, „Пересвет“, „Ослябя“ и „Николай Вилков“ осъществяват стоварването на техника на брега на условния противник, още три десантни катера също провеждат десантиране, отработени са стотици бойни упражнения, маневри, задействани са практически всички съединения и подразделения на Тихоокеанския флот. Подводни лодки на Приморската флотилия от разнородни сили осигуряват прикритието. За тихоокеанците тези учения стават най-мащабните за последните 20 години.
През август 2010 г. БДК-98 взема участие в „Поход на паметта“ в района на Южните Курили.
През април 2011 г. на военния полигон „Бамбурово“ в Хасанския район на Приморието преминават учения със стоварването на десант от 155 ОБРМП от големите десантни кораби „Ослябя“, БДК-98, „Николай Вилков“.
 На 24 юли 2011 г. в тържествена обстановка на владивостокския 33-ти причал БДК-98 получава името на прославения адмирал Генадий Иванович Невелской. На тържествения митинг присъстват командването на Тихоокеанския флот и ветерани, служили на БДК-98, които предават на командира на БДК документа за първото свидетелство за разрешение да плава под държавния флаг на СССР.
На 25 август 2012 г. отряд кораби на Тихоокеанския флот в състав БДК „Адмирал Невелской“ и МБ „Калар“ започва вече петия по ред военно-исторически морски „Поход на паметта“, посветен на отдаването на почести на съветските моряци, загинали при освобождаването на Курилите и Сахалин в годините на Втората световна война. Корабите посещават местата на морските десанти и бойните действия в периода на провеждането на Сахалинската настъпателна и Курилската десантна операции, от август 1945 г., на островите Кунашир, Итуруп и Парамушир. Също посещават град Охотск (Хабаровски край), където съвместно с ветерани от Хабаровския край вземат участие в тържествата, посветени на 365 години от деня на основаване на града. В хода на похода, в залива Петър Велики на борда на БДК преминава церемония в памет на подводничарите, загинали на подводните лодки М-49 и М-63, а в пролива Лаперуз – в церемонията в памет на моряците от подводните лодки – съветската Л-19 и Wahoo на ВМС на САЩ, които не се завръщат от бойните си походи.
От 19 март до 24 май 2013 г. девети отряд кораби в състав група съдове на Тихоокеанския флот (БПК „Адмирал Пантелеев“, БДК „Адмирал Невелской“, БДК „Пересвет“) извършва преход от Владивосток към Средиземно море, и се присъединява към междуфлотската групировка от кораби на ВМФ на Русия. При прехода отряда кораби, през втората половина на май, за попълване на запасите, посещава сирийския порт Тартус, след това има визита в иранския порт Бандар Абас. След това отряда кораби, преминавайки през Червено море, влиза през Суецкия канал в Средиземно море. На 17 май отряда кораби посещава кипърският порт Лимасол. Големите десантни кораби на Тихоокеанския флот „Адмирал Невельской“ и „Пересвет“ след изпълняването на задачите в състава на групировката кораби на ВМФ на Русия в Индийския океан и Средиземно море на 24 май 2013 г. за първи път посещават в Новоросийската военноморска база на Черноморския флот. Екипажите провеждат междупоходното регламентирано обслужване на техниката, попълват запасите си от гориво и продоволствие. На 19 август 2013 г. големите десантни кораби „Пересвет“ и „Адмирал Невелской“ през пролива Босфор от Черно море преминават в Средиземно море. На 25 септември 2013 г корабите отново се присъединяват към ракетния крайцер „Москва“, БПК „Адмирал Пантелеев“, СКР „Сметливый“, БДК „Минск“, БДК „Новочеркаск“, БДК „Александр Шабалин“, океанския спасител „Фотий Крылов“ и СМТ „Печенга“.
На 23 януари 2014 г. БДК „Адмирал Невелской“ и командира на кораба капитана 2 ранг И. А. Акулов са наградени паметния знак на Морския държавен университет „Адмирал Г. И. Невелской“.
От 18 до 26 май 2014 г. БДК „Адмирал Невелской“ в състава на отряда кораби на Тихоокеанския флот под командването на капитана 1 ранг Сергей Липилин (ГРКР „Варяг“, ЕМ „Быстрый“, танкера „Илим“, МБ „Калар“) взема участие в руско-китайските учения „Морско взаимодействие-2014“. В утрото на 27 май на причала на военноморската база Усун се състои тържествената церемония по изпращане на руския отряд.
През 2015 г. влиза в тактическа група №1 на оперативното съединение от далечната морска зона с ротационен състав с базиране в Тартус (Сирия). Командира на съединението е капитан 1 ранг Юрий Земский, организационно съединението е подчинено на командващия Черноморския флот.

## Съвременно състояние
БДК „Адмирал Невелской“ се намира в състава на 100-тна бригада десантни кораби от Приморската флотилия разнородни сили на Тихоокеанския флот с базиране във Фокино. Бордов номер – 055. Шефство над кораба има [[|Морски държавен университет|Морския държавен университет]] „Адмирал Г. И. Невелской“.
- Десантния кораб 055 „Адмирал Невелской“ в

## Командири на кораба
- Капитан 3 ранг Василий Трегубов (първи командир)
- Капитан 3 ранг Воскресенский, Леонид Игоревич (1986 – 1989)
- Капитан 2 ранг Николаев, Алексей Леонидович (1990 – 1993)
- Капитан 2 ранг Николай Грищенко
- Капитан 2 ранг Игор Акулов
- Капитан 2 ранг Денис Картишев
- Капитан 3 ранг Петухов, Иван Александрович

## Бордови номерана БДК
- 129 от 1982 г.
- 067 от 1982 г.
- 079 от 1987 г.
- 058 от 1990 г.
- 055 от 1996 г.